# エーシーキャピタル
エーシーキャピタル株式会社（ACキャピタル）は、かつて存在した企業再生ファンド運営会社。本社は東京都港区赤坂。

## 概説
2002年6月創業。設立当初はハンズオン型の中堅企業を投資対象とした「企業再生ファンド」の運営会社としてスタートする。
2003年1月より、「ACCファンド1号」の運用を開始。このファンドの主な投資実績として、タリーズコーヒー、オーケー食品工業、フィットリゾートクラブ（河口湖のリゾート）等がある。
また、このファンド以外にも個別に組合を組成、ワウディー（スポーツクラブ）、クラシック等の再生実績がある。
2006年以降、ファンドの運営会社としてだけではなく、他事業に拡大。コンサルティング事業、中国でのM&A支援事業等を展開するも、2008年に中国事業からは撤退。
2009年8月28日に清算手続きに入る。

## 再生に関与した会社
- オーケー食品工業株式会社
- 株式会社アーバンクラシック
- 株式会社ワークアウトワールド・ジャパン（ワウディ）
- タリーズコーヒージャパン株式会社
- 株式会社ワイ・エス・ジェイ（フィットリゾートクラブ）

## 参考
- http://www.nikkei.co.jp/tento/vc/20030304e3k0102501.html